# Il teschio sacro
Il teschio sacro (The Devil Colony) è un romanzo thriller scritto da James Rollins nel 2011. Seguito de La chiave dell'Apocalisse, è l'ottavo libro della serie sulla Sigma Force.

## Trama
L'antropologa Margaret Grantham non crede ai suoi occhi, lo spettacolo che le si para davanti è al tempo stesso macabro ed affascinante. Insieme allo storico e naturalista shoshone Henry Kanosh ha il compito di analizzare la straordinaria scoperta fatta da un giovane ragazzo in una caverna nel cuore delle Montagne Rocciose nello Utah: centinaia di corpi mummificati raccolti in cerchio intorno ad un teschio totalmente rivestito d'oro. A prima vista sembrerebbe un macabro rito suicida, ma c'è qualcosa di strano. Nonostante indossino tutti vesti tipiche dei nativi americani, la pelle troppo chiara e i lineamenti poco pronunciati sembrano suggerire un'origine diversa; inoltre l'arma usata è un pugnale forgiato in una lega d'acciaio impossibile da realizzare anche con le più moderne tecniche. Sia il Bureau of Indian Affairs che le autorità locali rivendicano la paternità della scoperta, ma prima che le parti riescano a raggiungere un accordo, un'improvvisa esplosione distrugge l'intera caverna, uccidendo la professoressa Grantham. I sospetti ricadono su Kai Quocheets, una giovane attivista per i diritti dei nativi americani vista scappare dalla caverna da centinaia di testimoni. La ragazza si professa innocente e si rivolge all'unica persona in grado di aiutarla, lo zio Painter Crowe, direttore della Sigma Force che, convinto della sua innocenza, si lancia nelle indagini insieme all'amico e collega Grayson Pierce, scoprendo che quella misteriosa necropoli e quell'enigmatico teschio non sono che il primo tassello di un complotto che risale all'epoca coloniale e che rischia di minare le fondamenta stesse degli Stati Uniti. Forse la Dichiarazione d'Indipendenza e la storia della nascita della nazione americana sono soltanto una menzogna, creata ad arte per occultare una tremenda verità.

## Edizioni
- James Rollins, Il teschio sacro, Nord, 2011,  p. 473, ISBN 9788842919018.